# Intibucá (municipio)
Intibucá es un municipio del departamento de Intibucá en la República de Honduras.

## Toponimia
Su nombre es una corrupción de la palabra Intipuca, que en lenca significa "Meseta Alta", haciendo referencia a su característica geográfica que se encuentra en la región.

## Límites
Está situado en el centro de la Cordillera de Opalaca.
| Orientación | Límite                                              |
| ----------- | --------------------------------------------------- |
| Norte       | Municipio de San Francisco de Ojuera, Santa Bárbara |
| Norte       | Municipio de San Pedro Zacapa, Santa Bárbara        |
| Sur         | Municipio de Marcala, La Paz                        |
| Sur         | Municipio de La Esperanza, Intibucá                 |
| Este        | Municipio de Masaguara, Intibucá                    |
| Este        | Municipio de Jesús de Otoro, Intibucá               |
| Oeste       | Municipio de Yamaranguila, Intibucá                 |
|             | Municipio de La Esperanza, Intibucá                 |

## Historia

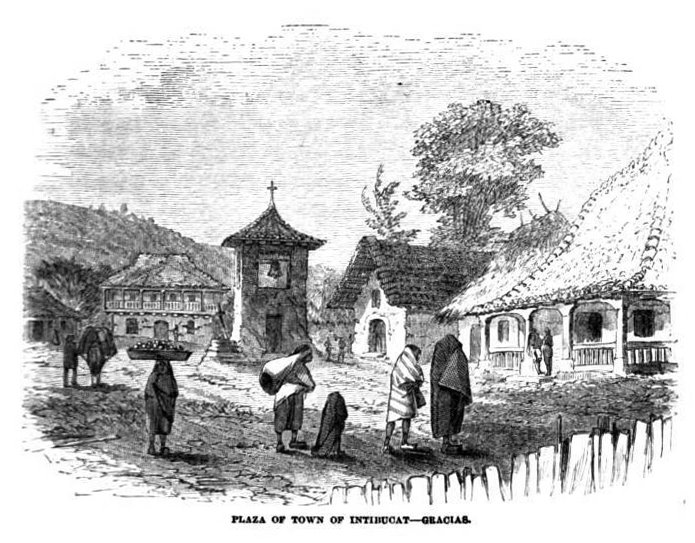
Vista del Pueblo a finales del.

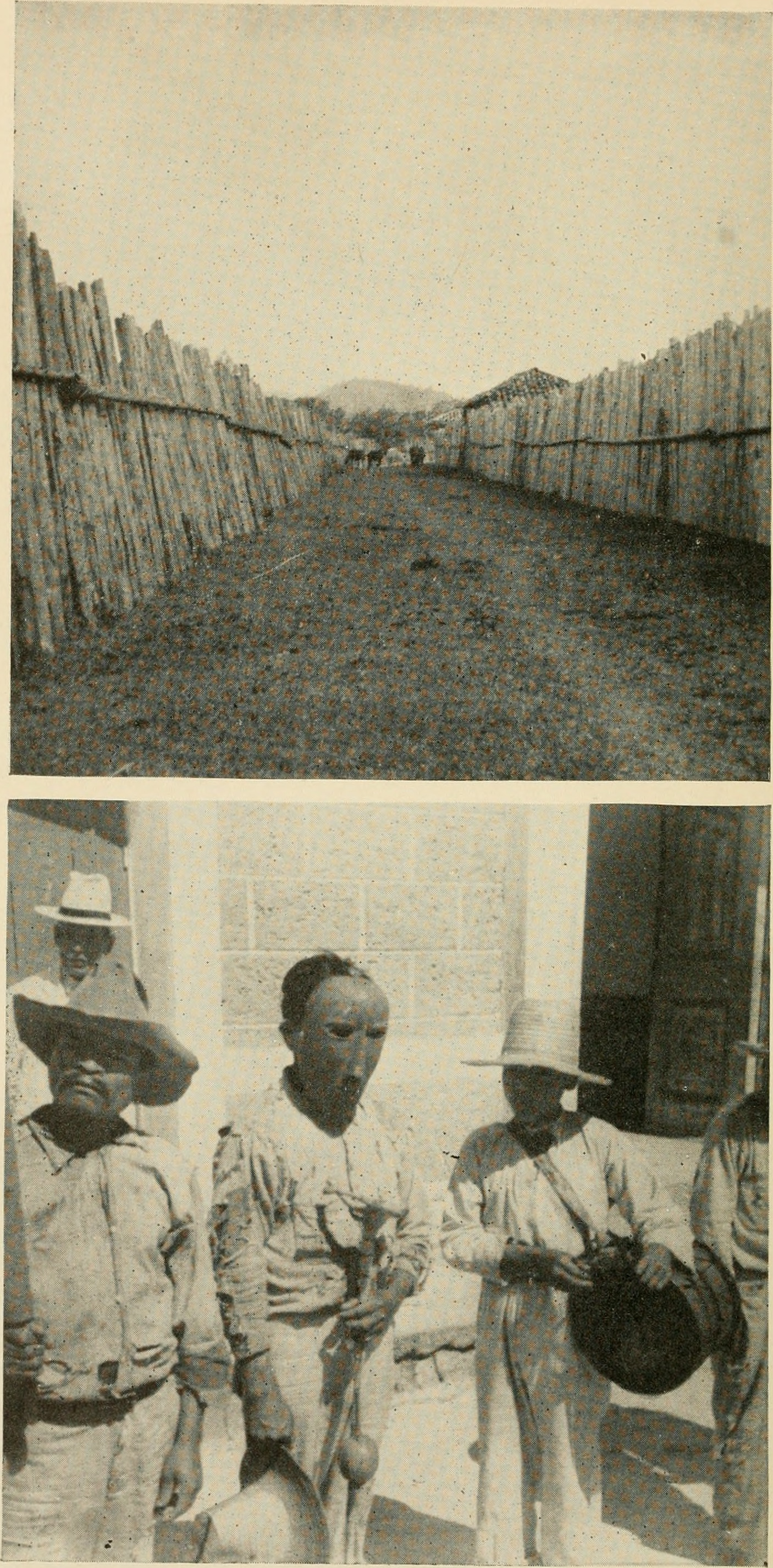
Un hombre portando una máscara de ayote durante el baile de las fiestas patronales de Intibucá en 1948.

Durante la conquista de Honduras el actual municipio siempre estuvo poblado mayormente por inidigenas de etnia Lenca organizados en pequeñas aldeas, los cuales fueron cristianizados por las misiones de frailes españoles en el siglo XVI. En el recuento de población de 1791 ya era cabecera de curato. 
En 1866, era un municipio de Gracias.
En 1883, pasó al Departamento de Intibucá.
En 2011, el Centro Indigenista de Capacitación Artesanal Intibucano – CICAI fue merecedor del Premio de Estudios Históricos Rey Juan Carlos I del Centro Cultural de la Embajada de España.

## División Política
Aldeas: 20 (2013)
Caseríos: 127 (2013)
| Código | Aldea                    |
| ------ | ------------------------ |
| 100601 | Intibucá                 |
| 100602 | Azacualpa                |
| 100603 | El Naranjo               |
| 100604 | El Pelón de Ologosí      |
| 100605 | La Laguna de Chiligatoro |
| 100606 | La Sorto                 |
| 100607 | Malguara                 |
| 100608 | Manazapa                 |
| 100609 | Mixcure                  |
| 100610 | Monquecagua              |
| 100611 | Pueblo Viejo             |
| 100612 | Quebrada Honda           |
| 100613 | Río Blanco               |
| 100614 | Río Colorado             |
| 100615 | Río Grande o El Nance    |
| 100616 | San José                 |
| 100617 | San Nicolás              |
| 100618 | San Pedro                |
| 100619 | Santa Catarina           |
| 100620 | Togopala                 |
|        | El Rodeo                 |

## Clima
Intibucá tiene un clima oceánico templado (Cfb) y un clima subtropical de altura (Cwb) el cual es hasta frío para los estándares hondureños. Su temperatura media anual es de 17,9 °C, lo cual hace que sea el poblado más frío del país. Por su posición en la zona tropical el clima no presenta una oscilación muy alta entre el mes más frío y el más cálido, y la diferencia es de apenas 6 °C. Enero es el mes más frío con 16 °C (enero) y el más cálido de 22 °C (abril). Su precipitación es de 1290 mm anuales, lloviendo aproximadamente 160 días. El mes más seco es abril y el más lluvioso es agosto. Las precipitaciones pueden ocurrir en forma de lluvia normalmente o de granizo en casos aislados.
Los frentes fríos que azotan al país en la época seca pueden traer temperaturas gélidas, que a menudo bajan de los 10 °C. Aunque no son frecuentes, pueden darse heladas dentro del municipio con la llegada de un frente frío. 
| Parámetros climáticos promedio de Intibuca | Parámetros climáticos promedio de Intibuca | Parámetros climáticos promedio de Intibuca | Parámetros climáticos promedio de Intibuca | Parámetros climáticos promedio de Intibuca | Parámetros climáticos promedio de Intibuca | Parámetros climáticos promedio de Intibuca | Parámetros climáticos promedio de Intibuca | Parámetros climáticos promedio de Intibuca | Parámetros climáticos promedio de Intibuca | Parámetros climáticos promedio de Intibuca | Parámetros climáticos promedio de Intibuca | Parámetros climáticos promedio de Intibuca | Parámetros climáticos promedio de Intibuca |
| Mes                                        | Ene.                                       | Feb.                                       | Mar.                                       | Abr.                                       | May.                                       | Jun.                                       | Jul.                                       | Ago.                                       | Sep.                                       | Oct.                                       | Nov.                                       | Dic.                                       | Anual                                      |
| ------------------------------------------ | ------------------------------------------ | ------------------------------------------ | ------------------------------------------ | ------------------------------------------ | ------------------------------------------ | ------------------------------------------ | ------------------------------------------ | ------------------------------------------ | ------------------------------------------ | ------------------------------------------ | ------------------------------------------ | ------------------------------------------ | ------------------------------------------ |
| Temp. máx. media (°C)                      | 21                                         | 22                                         | 24                                         | 25                                         | 25                                         | 23                                         | 23                                         | 23                                         | 23                                         | 22                                         | 21                                         | 21                                         | 22.8                                       |
| Temp. media (°C)                           | 16.3                                       | 17.3                                       | 18.4                                       | 19.4                                       | 19.0                                       | 18.4                                       | 18.4                                       | 18.5                                       | 18.2                                       | 17.6                                       | 16.8                                       | 16.5                                       | 17.9                                       |
| Temp. mín. media (°C)                      | 12                                         | 12                                         | 12                                         | 14                                         | 15                                         | 15                                         | 14                                         | 14                                         | 13                                         | 13                                         | 12                                         | 12                                         | 13.2                                       |
| Precipitación total (mm)                   | 44                                         | 18                                         | 19                                         | 68                                         | 138                                        | 141                                        | 167                                        | 137                                        | 106                                        | 103                                        | 81                                         | 79                                         | 1101                                       |
| Fuente: wunderground.com;                  |                                            |                                            |                                            |                                            |                                            |                                            |                                            |                                            |                                            |                                            |                                            |                                            |                                            |